# 민중의 집
민중의 집(스웨덴어: folkhemmet)은 스웨덴 사회민주당과 스웨덴의 복지 국가의 역사에서 매우 중요한 역할을 한 정치 개념이다. 또한 사회민주당이 권력을 잡았던 1932-76년 사이의 긴 시기를 가리키기도 한다. 때로는 "스웨덴식 사회주의"를 가리키는 용어, 즉 "인민의 가정"(Folkhemmet)을 자본주의와 공산주의 사이의 절충으로 보는 시각도 있다. 인민의 집 또는 인민의 가정으로도 불린다.
1930년대의 사회민주당 지도자들인 에른스트 뷔그포르스와 페르 알빈 한손 등이 헬렌 루돌프로부터 영감을 받아 이 개념을 만들었다. 나중에 타게 에르란데르(1950년대)와 올로프 팔메(1960~1970년대) 총리 등에 의해 발전되었다. 또 다른 중요한 기여자는 알마르 브란팅으로 웁살라 대학교 재학시절에 이 개념을 접하게 되었고, 결국 스웨덴 총리가 되었다.

## 역사
한손은 1928년에, 스웨덴이 좀 더 “좋은 가정”처럼 되어야 한다고 말하면서 이 개념을 도입했는데, 이는 평등과 상호이해를 강조하는 것이었다. 한손은 전통적인 계급 사회가 “인민의 집”(folkhemmet)으로 대체되어야 한다고 역설했다.
이 개념은 국유화가 의문시되었을 때 등장하였고, 사회민주당이 초기 사회민주주의 운동에서 근본적인 개념인, 계급 투쟁을 포기하는 것으로 나타났다. 대신에 그들은 기능사회주의(Funktionssocialism)라고 부르는 계획경제를 채택하였는데, 여기에서 기업은 정부에 의해 소유되기보다는 법률에 의해 통제되는 것을 의미한다. 정부는 또한 개인적인 것을 좀 더 통제하기도 했지만, 그것은 시민의 복지를 증가시키는 데 필요한 것에 한정하였다.
새로운 사회를 건설하는 데 좋은 교육이 특히 중요하다고 여겨졌다. 결국, 스웨덴은 모든 공공 대학을 포함하여, 모든 계층에게 무상 교육을 제공하는 세계의 일류 국가들 중 하나가 되었다. 또한 국가에서 다른 공공 서비스와 더불어 전국민에게 무상으로 기초 의료보험을 제공하였다.

## 뮈르달의 영향
1930년대에 사회공학은 인민의 집(folkhemmet)에서 중요한 부분의 하나였다. 알바 뮈르달과 군나르 뮈르달의 1934년 책 《인구 문제의 위기 (Kris i befolkningsfrågan》(맬더스주의와 장 피아제에게서 부분적으로 영감을 받았다.)에서 인구 증가를 다루기 위한 방법을 위해 급진적이고 진보적인 정책에 영향을 주었다. 이 시기에 공적 영역의 확장을 포함하여, 비그포스(Wigforss)의 경제 정책, 연금 제도에 대한 구스타프 뮐러의 개혁 정책과 군나르 뮈르달의 주택 정책 등의 일군의 변화가 일어났다.
1940년대 - 1950년대에, 하층 계급이 밀집하여 거주하던 지역의 낡고 오래된 집들이 파괴되었다. 대신에, 풍키스(funkis) 건축 양식이라고 불린, 모든 방에 볕이 들고 침실과 창문이 딸린 현대적 주택들이 제공되었다. 같은 방법으로, 1960년대 - 1970년대에 도시 근교에 증가하는 인구 수요를 충족시키기 위해〈주택 100만호 프로그램 (Million Programme)〉이라고 불린, 새로운 무산 계급을 위한 주택 지구가 건설되었다.
알바와 군나르 뮈르달은 가족들을 돕기 위한 것이지만, 강제 불임 수술 형식의 법규로 설계된 일련의 프로그램들을 제안했다. 이는 주로 정신병과 질병을 예방할 목적으로 이루어졌고, 정부에 의해 장려되었다. 마지막 10년 동안에는 주로 정신적인 질환을 앓고 있는 사람들이 강제적으로 불임수술을 받았고, 1976년까지 40년 동안 약 62,000명이 불임 수술을 했다. 스웨덴 정부는 그 후, 불임으로 손해를 본 사람들에게 배상했다.

## 같이 보기
- 스웨덴의 복지